# Etiopienrall
Etiopienrall (Rougetius rougetii) är en fågel i familjen rallar inom ordningen tran- och rallfåglar.

## Utseende och läte
Etiopienrall är en 30 cm lång rall med unik färgkombination: ostreckat olivbrun ovansida, kanel- eller roströd undersida och vita undre stjärttäckare. Könen är lika, ungfågeln blekare än den adulta. Spellätet är ett ljudligt ringande "wreeeee-creeeeuw" som avges under morgon och kväll, men också dagtid eller under månbelysta nätter. Varningslätet är ett gällt och genomträngande "dideet".

## Utbredning och systematik
Etiopienrall förekomer i högländerna Eritrea och Etiopien. placeras som enda art i släktet Rougetius och behandlas som monotypisk, det vill säga att den inte delas in i några underarter.

## Levnadssätt
Etiopienrall hittas i höglänta områden på mellan 2000 och 4100 meters höjd. Där påträffas den i frodigt gräs och bland buskar intill dammar och rinnande vattendrag, bland blöta partier med tuvigt gräs och lobelior samt i myrar med Alchemilla, men även i torrare hedmarker och jordbruksområden. Födan består av frön, vattenlevande insekter som dykbaggar, kräftdjuur och små sniglar. Den har noterats födosöka i öppna ängar och exponerade leriga områden, där den hoppar från sten till sten, men den har även setts dyka vid vattenfall som en strömstare.

### Häckning
Fågeln häckar enstaka i par mellan mars och oktober. Boet placeras bland säv, vari den lägger fyra till fem ägg som ruvas av honan, möjligen även av hanen. Båda könen tar hand om ungarna som stannar med föräldrarna tills de är fullvuxna. Observationer av en unge tillsammans med tio adulta fåglar tyder på visst inslag av kooperativt häckningsbeteende.

## Status
IUCN kategoriserar arten som nära hotad. Den tros minska relativt kraftigt i antal till följd av omvandling av dess levnadsmiljöer. Beståndet uppskattas till mellan 1 500 och 7 000 vuxna individer.

## Namn
Fågelns vetenskapliga släktesnamn och artnamn hedrar Jules Rouget (död 1841), fransk läkare, upptäcktsresande och samlare verksam i Abessinien 1839-1841.